# Wydorowo
Wydorowo (niem. Waterberg) – wieś w Polsce położona w województwie wielkopolskim, w powiecie kościańskim, w gminie Śmigiel, przy drodze krajowej nr 5, na skraju kompleksu leśnego.

## Historia
Wieś została założona przed 1793. W użyciu były nazwy Wydorowo, Wyderowo, Widorowo i Wydr. Pod koniec XIX wieku folwark liczył 1 gospodarstwo i 23 mieszkańców, a leśnictwo jeden dom i 6 mieszkańców. Wydorowo należało do powiatu kościańskiego i parafii w Radomicku. W latach 1975–1998 miejscowość administracyjnie należała do województwa leszczyńskiego.
Przez Wydorowo przebiega żółty znakowany szlak pieszy.